# Adolphe Ponet
Pour les articles homonymes, voir Ponet.
Adolphe Ponet, né le 8 janvier 1837 à Peyrus (Drôme) et mort le 2 novembre 1900 à Lyon, est un polémiste français.

## Biographie
Jean-Joseph-Adolphe Ponet est le fils de Marie-Madeleine Lamberton et du capitaine en retraite Jean-Baptiste Ponet (1768-1848). Ancien soldat de la Grande Armée, Jean-Baptiste élève son fils dans le culte napoléonien, faisant de lui un bonapartiste dès son plus jeune âge.
Élève du collège de Valence, Adolphe Ponet est diplômé du baccalauréat ès sciences. Après avoir accompli son service militaire dans un régiment de chasseurs à pied, il occupe brièvement un emploi de piqueur aux ponts et chaussées. Entré dans la presse lyonnaise vers 1860, d'abord comme ouvrier typographe puis comme correcteur d'imprimerie, il collabore au Courrier de Lyon à partir de 1863. En 1869, il fonde un petit hebdomadaire satirique, Le Rasoir. Malgré son bonapartisme, cette feuille est supprimée en janvier 1870 pour avoir traité de matières politiques sans cautionnement. Toujours rédacteur au Courrier, Ponet y fait notamment campagne contre Ulric de Fonvielle, candidat républicain à une élection législative partielle, puis pour le plébiscite du 8 mai 1870.
Après la chute de l'Empire, Ponet quitte le Courrier de Lyon. En mars 1871, il crée un nouvel hebdomadaire satirique, La Comédie politique, qui s'engage immédiatement dans une lutte féroce contre les républicains.
Le 29 juillet 1871, il épouse à Villeurbanne Ambroisine Benoite Babolat; de cette union naitront deux fils : Louis Ambroise Adolphe le 17 août 1871 et Charles
En mai 1872, le procureur Andrieux, qui avait déjà affronté Ponet en duel, intente un procès en diffamation au directeur de la Comédie politique. Défendu par Ernest Pinard, Ponet est condamné à 1000 francs d'amende et 1000 francs de dommages-intérêts. Il est également incarcéré en 1873. D'autres procédures judiciaires rythmeront la vie de l'hebdomadaire et de son fondateur jusqu'à la fin du siècle.
Pendant la première interruption de la Comédie (1873-1878), Ponet tente de lancer un quotidien, le Lyon-Journal, dont le premier numéro paraît le 22 novembre 1873. Il doit cependant en céder la direction à Frédérick Terme dès le printemps suivant.

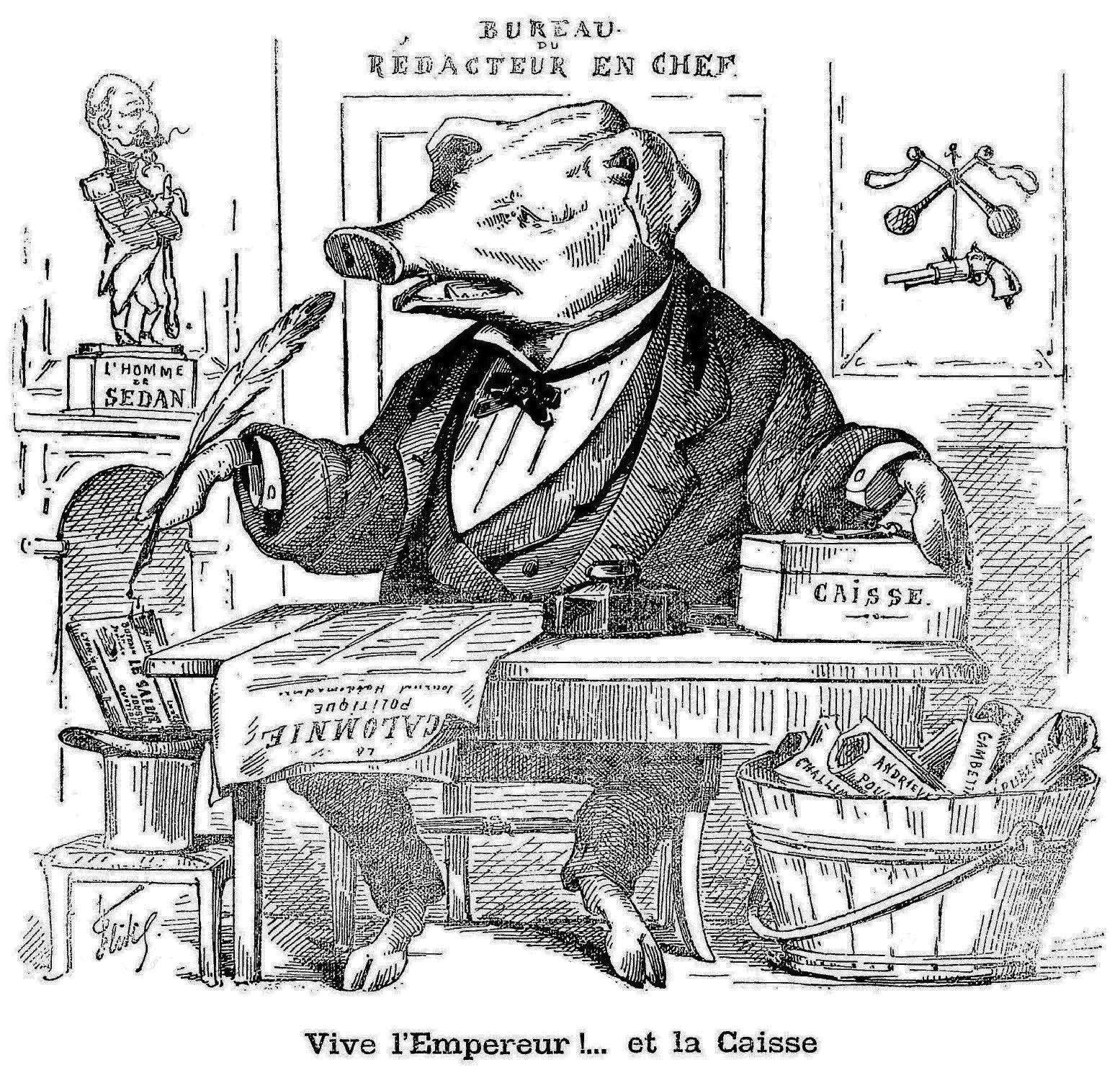
Caricature de Ponet par Flick (Les Coulisses lyonnaises illustrées, 11 décembre 1880).

Si Ponet s'en prend surtout aux républicains, certains monarchistes sont également visés par ses attaques. Bonapartiste « jérômiste » opposé à la politique d'Union des droites prônée par Paul de Cassagnac, il méprise les orléanistes et entretient des rapports exécrables avec une grande partie des cadres du mouvement impérialiste. Cette situation délicate au sein de son propre parti, notamment due à ses sollicitations financières, a été aggravée par la révélation de lettres confidentielles adressées à son secrétaire et dans lesquelles il exprimait son amertume après une démarche infructueuse auprès de l'ex-impératrice Eugénie en mars 1873,.
Incarcéré une nouvelle fois, du 12 juin au 30 décembre 1884, à la suite d'articles attaquant les juges de l'anarchiste Cyvoct, Ponet est condamné à cinq ans de prison en 1888 après avoir été reconnu coupable de chantage à l'encontre de notables lyonnais.
Une fois sa peine purgée, Adolphe Ponet reprend la publication de la Comédie politique en mai 1894. En septembre 1896, il publie un éditorial remettant en cause la condamnation d'Alfred Dreyfus. Au cours des mois suivants, la Comédie politique devient l'un des premiers magazines satiriques illustrés à s'engager en faveur du détenu de l'île du Diable.
Entre-temps, de nouvelles procédures judiciaires pour dénonciation calomnieuse poussent Ponet à s'exiler à Genève.
Soutenu par un « Comité de protestation contre les abus judiciaires », il présente sa candidature à l'élection législative de la 3e circonscription de Lyon en mai 1898. Son programme, qu'il expose au cours des réunions électorales et dans les colonnes de la Comédie, est plutôt marqué à gauche et comprend notamment l'instauration de l'impôt progressif sur le revenu. Malgré les doutes quant à son éligibilité, il parvient à recueillir 807 voix, soit 9% des votants, mais il termine loin derrière le radical Dequaire (18%), le républicain modéré J. Buffaud (26%) et le député socialiste sortant, Étienne Bonard (36%). En vue du second tour, il répugne à donner des consignes de vote claires, même s'il exprime avec beaucoup de réserves une certaine préférence pour Dequaire.
Extradé peu de temps après ce scrutin, il parvient cependant à obtenir la cassation de son extradition et à regagner son exil helvétique. Atteint d'une tumeur cérébrale, il est rapatrié par son fils Charles en octobre 1900 et soigné au domicile familial du no 23 du chemin de l'Espérance (3e arrondissement, à l'angle du no 341 de la rue Paul-Bert), où il meurt dans la nuit du 1er au 2 novembre 1900.